# Cuguen
Cuguen je francouzská obec v departementu Ille-et-Vilaine v regionu Bretaň. V roce 2011 zde žilo 788 obyvatel.

## Vývoj počtu obyvatel
Počet obyvatel 